# XIX Festival Mundial de la Juventud y los Estudiantes
El XIX Festival Mundial de la Juventud y los Estudiantes (WFYS) se inauguró el 14 de octubre de 2017 en Sochi, Rusia.
El festival atrajo a 20.000 personas de 180 países. La ceremonia de apertura del festival se llevó a cabo en el Palacio de Hielo Bolshói, ubicado en Sochi. El lema oficial del festival es: 

"Por la paz, la solidaridad y la justicia social, estamos luchando contra el imperialismo - ¡respetando nuestro pasado, estamos construyendo nuestro futuro!".

Este fue el 3er Festival Mundial de la Juventud y los Estudiantes celebrado en territorio ruso, los festivales 6 y 12 se celebraron en Moscú en 1957 y 1985. El presidente ruso Vladímir Putin asistió al foro educativo de la juventud de toda Rusia criticando la cobertura del festival diciendo que: 

"Hay que evitar politizar el festival y dedicarlo a los jóvenes".
Vladímir Putin

## Seguridad

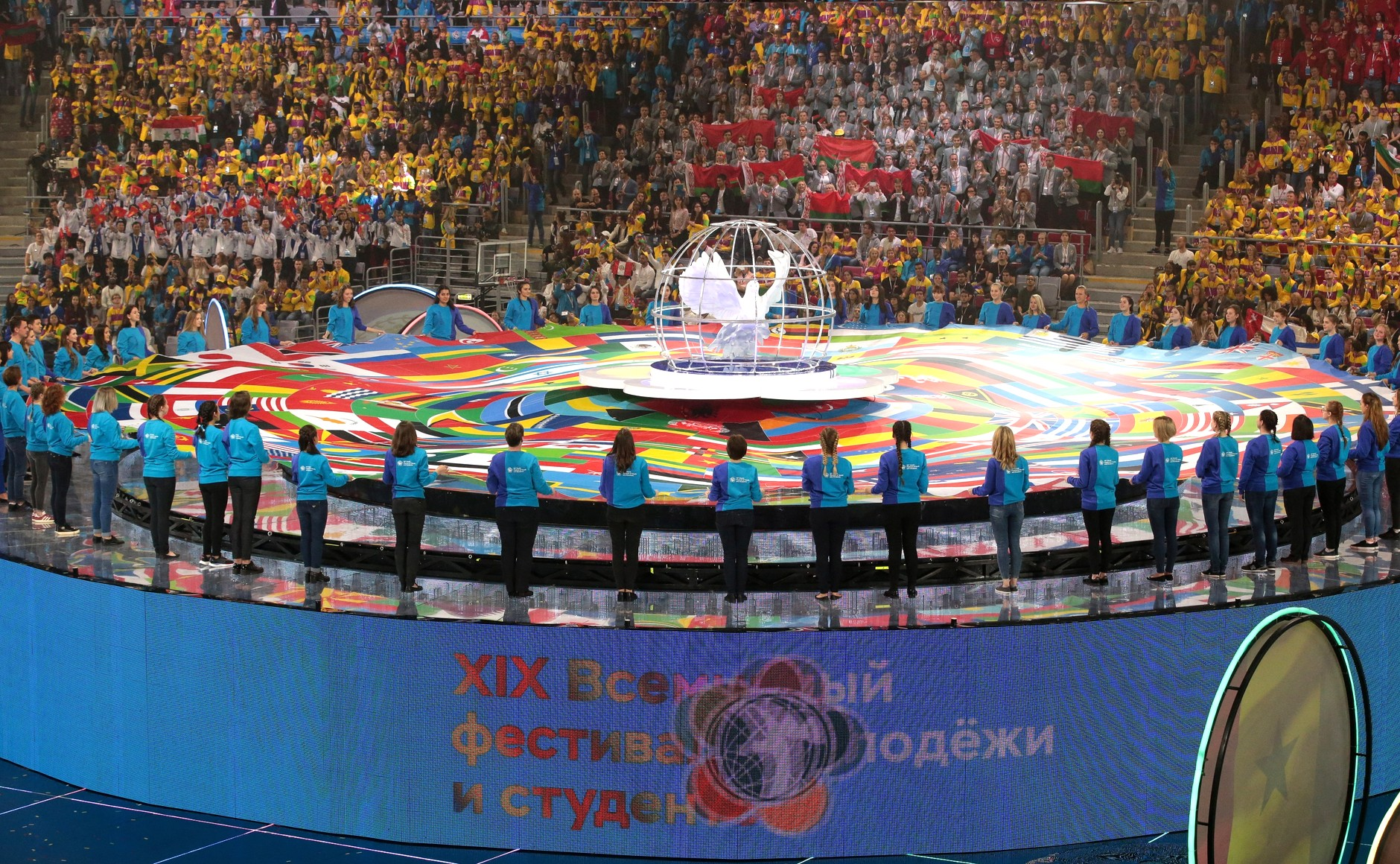
Ceremonia de apertura del XIX Festival Mundial de la Juventud y los Estudiantes, celebrado en el Palacio de Hielo Bolshói de Sochi, Rusia.

El Servicio Federal de Seguridad (FSB) no permitió la entrada al festival a nadie que tuviera infracciones administrativas por participar en protestas no autorizadas por el Gobierno de Rusia.